# Rincón de la Vieja Volcano nationalpark
Rincón de la Vieja Volcano nationalpark är en nationalpark  i Costa Rica. Den ligger i provinsen Guanacaste, i den nordvästra delen av landet, 170 km nordväst om huvudstaden San José.